# Atrani, Costa de Amalfi

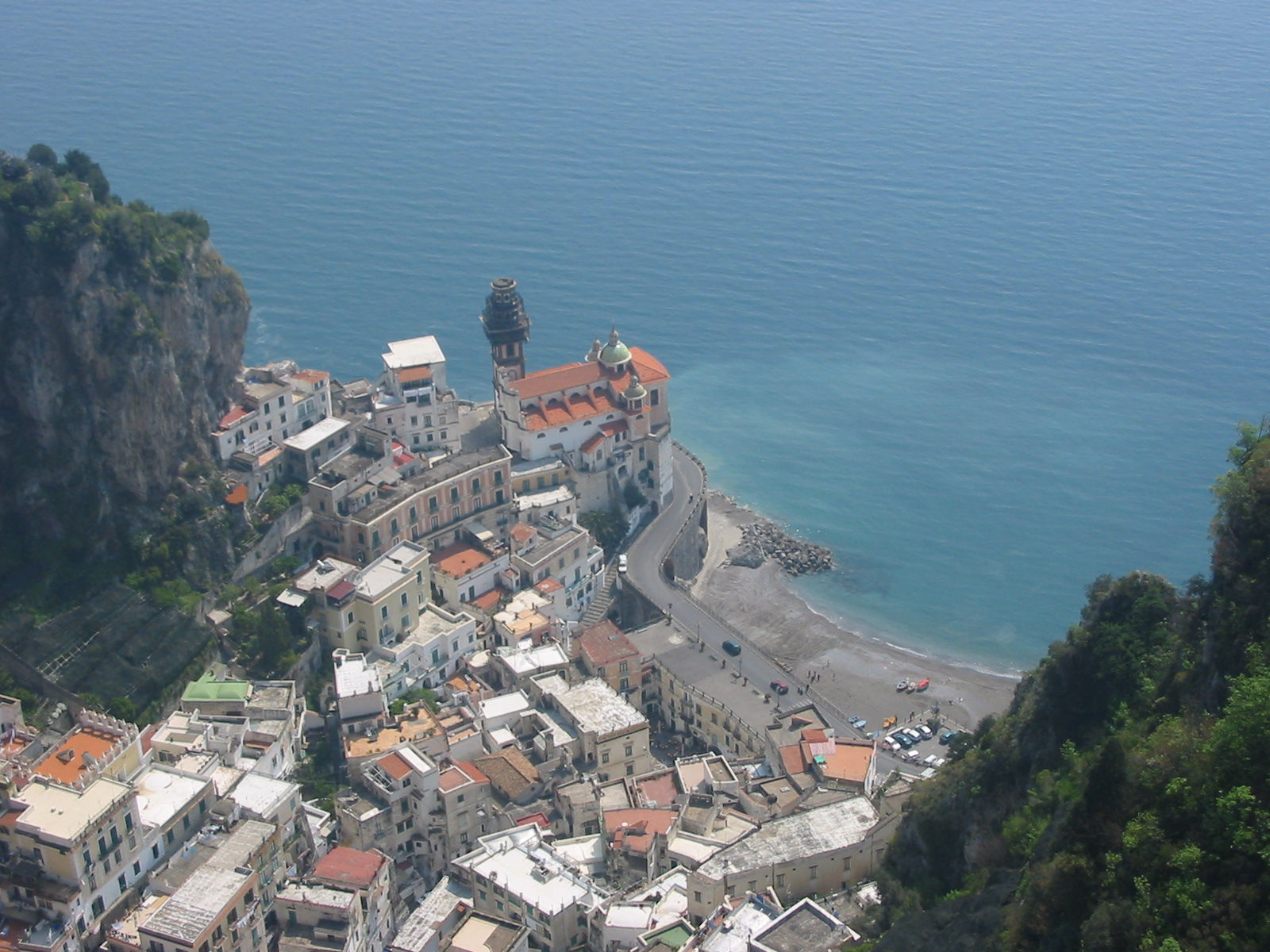
Atrani en 2003

Atrani, Costa de Amalfi es una litografía grabada por el artista holandés M. C. Escher en 1931. Esta litografía puede verse en la versión inglesa de este artículo, que no es de uso libre en la versión en español. Atrani es un pequeño pueblo y comuna (municipio) en la Costa Amalfitana en la provincia de Salerno, en la región de Campania del suroeste de Italia. Es el segundo pueblo más pequeño de Italia por la superficie comunal (0,2 km²) y está ubicado en un espacio pequeño y muy abrupto junto al mar. Es una imagen recurrente en varios de los trabajos de Escher, especialmente en sus series de Metamorfosis. 